# Isole Wellesley
Le isole Wellesley sono un gruppo di 30 isole che si trovano nel golfo di Carpentaria, vicino alle coste settentrionali del Queensland in Australia. Le isole fanno parte della contea di Mornington. La più grande di esse è l'isola Mornington, sulla quale si trova il centro di Gununa. La seconda per grandezza è Bentinck.

## Isole maggiori
- Isole Wellesley:
  - Isola Andrew, 0,63 km², 16°45′35″S 139°08′37″E.
  - Isola Bayley, 2,5 km², 16°53′34″S 139°04′00″E.
  - Isola Denham, 30 km², 16°43′S 139°10′E.
  - Isola Forsyth, 18 km², 16°49′S 139°07′E.
  - Isola Lingnoonganee, 12 km², 16°28′39″S 139°43′11″E.
  - isola Mornington, 648 km²[3].
  - Isola Pains, 1 km², 16°52′10″S 139°03′45″E.
  - Isola Pisonia, 0,58 km², 16°29′30″S 139°48′27″E. Importante per la nidificazione di centinaia di tartarughe verdi e per la presenza di una piccola colonia di fraticello.[2]
  - Isola Sydney, 10,46 km², 16°41′23″S 139°27′33″E.
- Isole South Wellesley:
  - Isola Albinia, 0,87 km², 17°04′20″S 139°22′38″E.
  - Isola Allen, 10 km², 17°02′S 139°14′E.
  - Isola Horseshoe, 1,7 km², 16°59′35″S 139°16′08″E.
  - Isola Bentinck, 1140 km², 17°03′S 139°30′E.
  - Isola Fowler, 0,89 km², 17°07′17″S 139°33′14″E.
  - Isola Sweers, 11 km²; l'unica isola oltre a Mornington ad avere una popolazione permanente. Nel 2016 contava 5 abitanti[4] 17°06′S 139°37′E.
- Isole Bountiful:
  - Isola North Bountiful, 4,5 km², 16°39′28″S 139°52′19″E. Sull'isola è presente una grande colonia di sterna di Bergius.[5]
  - South Bountiful, 7,8 ha, 16°42′S 139°50′E. Sull'isola è presente una grande colonia di sterna di Dougall.[5]

Due piccole isole, Isola Manowar e Isola Rocky (16°16′32″S 139°16′26″E), sono state identificate da BirdLife International come Important Bird Area (IBA) perché supportano oltre l'1% delle popolazioni mondiali di sula fosca e fregata minore.
Le acque dell'area sono habitat del dugongo, di 20 specie di serpenti marini, di un certo numero di altri mammiferi marini come l'orcella asiatica e la susa indopacifica e luogo di nidificazione di molte tartarughe, tra cui la tartaruga embricata, la tartaruga comune e la tartaruga verde.

## Storia e toponimi
Avvistate per la prima volta nel 1644 dal navigatore olandese Abel Tasman, le isole furono poi registrate da
Matthew Flinders, nel suo viaggio di esplorazione delle coste dell'Australia a bordo del HMS Investigator (1802-1803). Flinders ha dato il nome a molte isole: diede all'arcipelago il nome del marchese Richard Wellesley; chiamò Allen island in onore di John Allen, un naturalista che lo accompagnava a bordo della Investigator; Bentinck Island in onore di Lord William Bentinck, governatore di Madras; Bountiful Islands, così chiamate, il 4 dicembre 1802, a causa dell'ampia popolazione di tartarughe marine della zona; Horseshoe Island è stata così denominata da Flinders, il 19 novembre 1802, a causa della sua forma; Sweer Island, nominata il 16 novembre 1802 in onore di Salomon Sweers (1611-1674), un membro del consiglio della Compagnia olandese delle Indie orientali a Batavia.

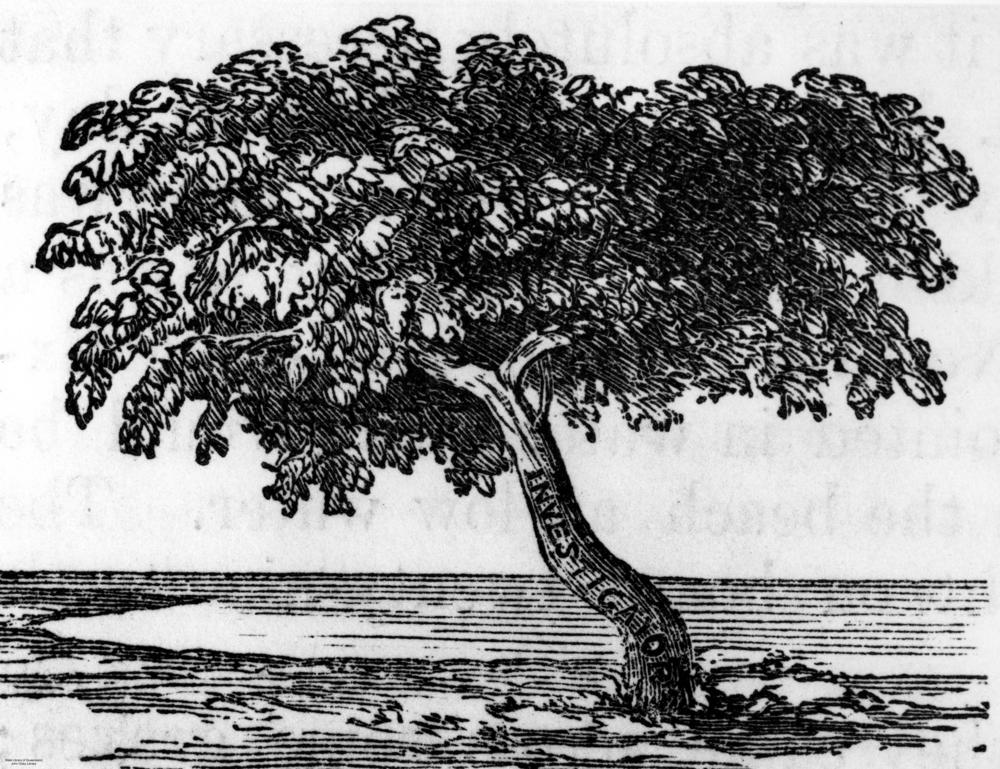
Disegno dell'Investigator Tree (1857)

John Lort Stokes, esploratore e idrografo, comandante del HMS Beagle, il 7 luglio 1841, chiamò Fowler Island in onore di Robert Fowler, primo tenente sulla Investigator nel 1801-1802. Durante la sua esplorazione, Stokes scoprì un albero nella parte occidentale di Sweers Island con inciso il nome Investigator. Incisione che risaliva alla spedizione di Flinders. Sullo stesso tronco Stokes fece incidere il nome della sua nave: Beagle. L'albero, denominato Investigator Tree, e che riporta anche incisioni successive, si trova nel museo del Quennsland, a Brisbane, dal 1889.

## Galleria d'immagini

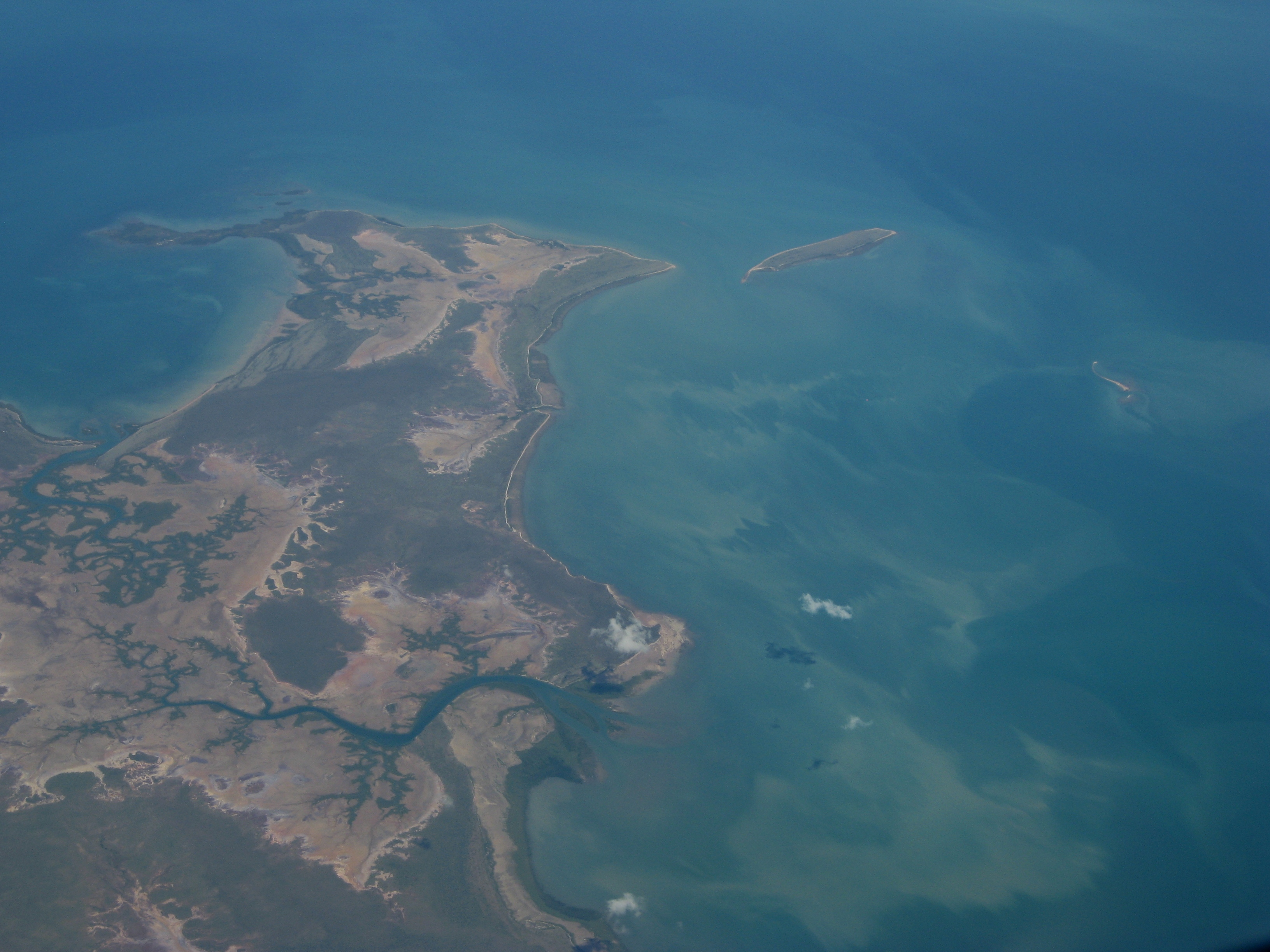
La parte occidentale di Bentick Island con la piccola Albinia Island
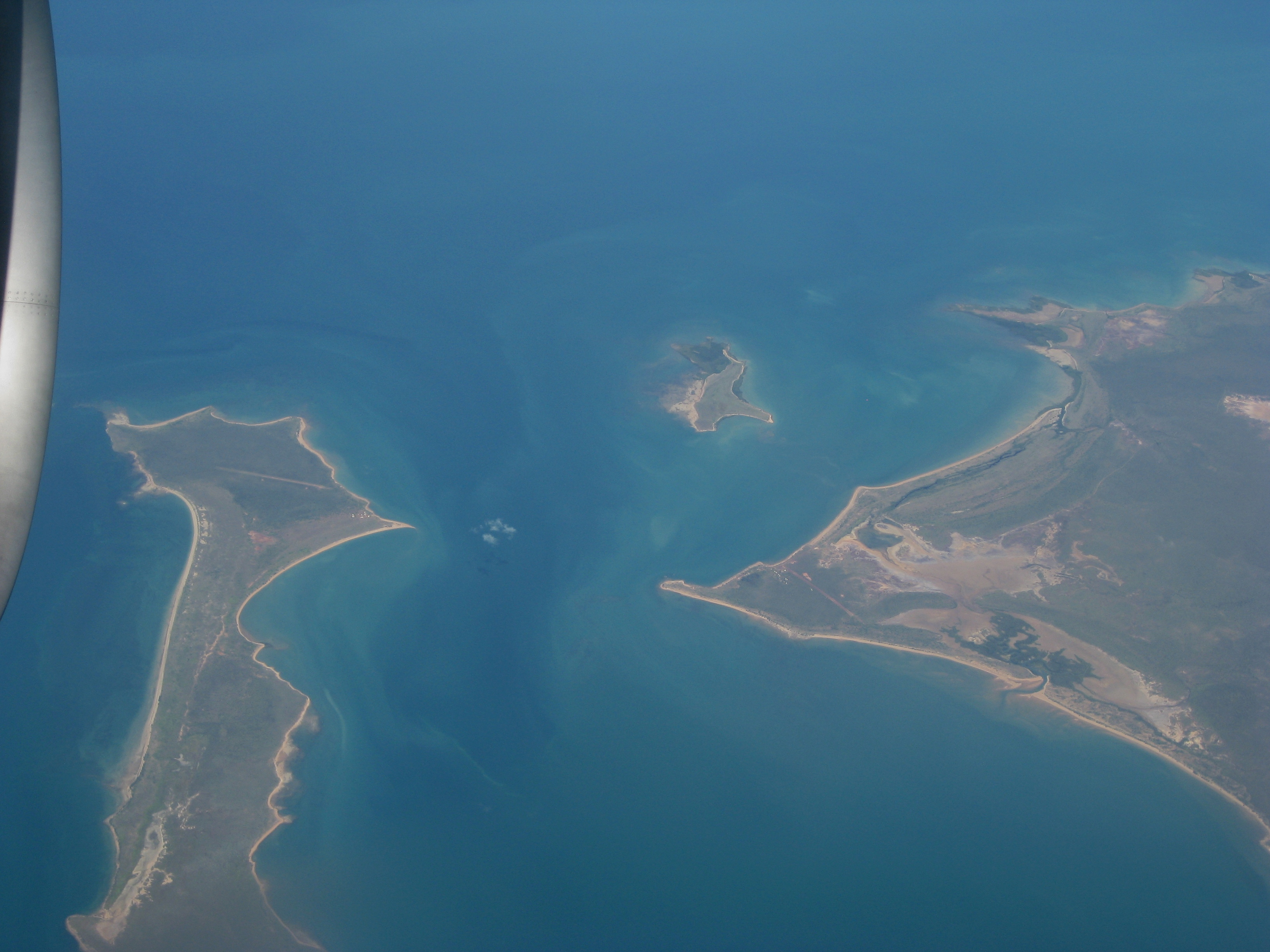
Sweers Island, Fowler Island e Bentinck Island
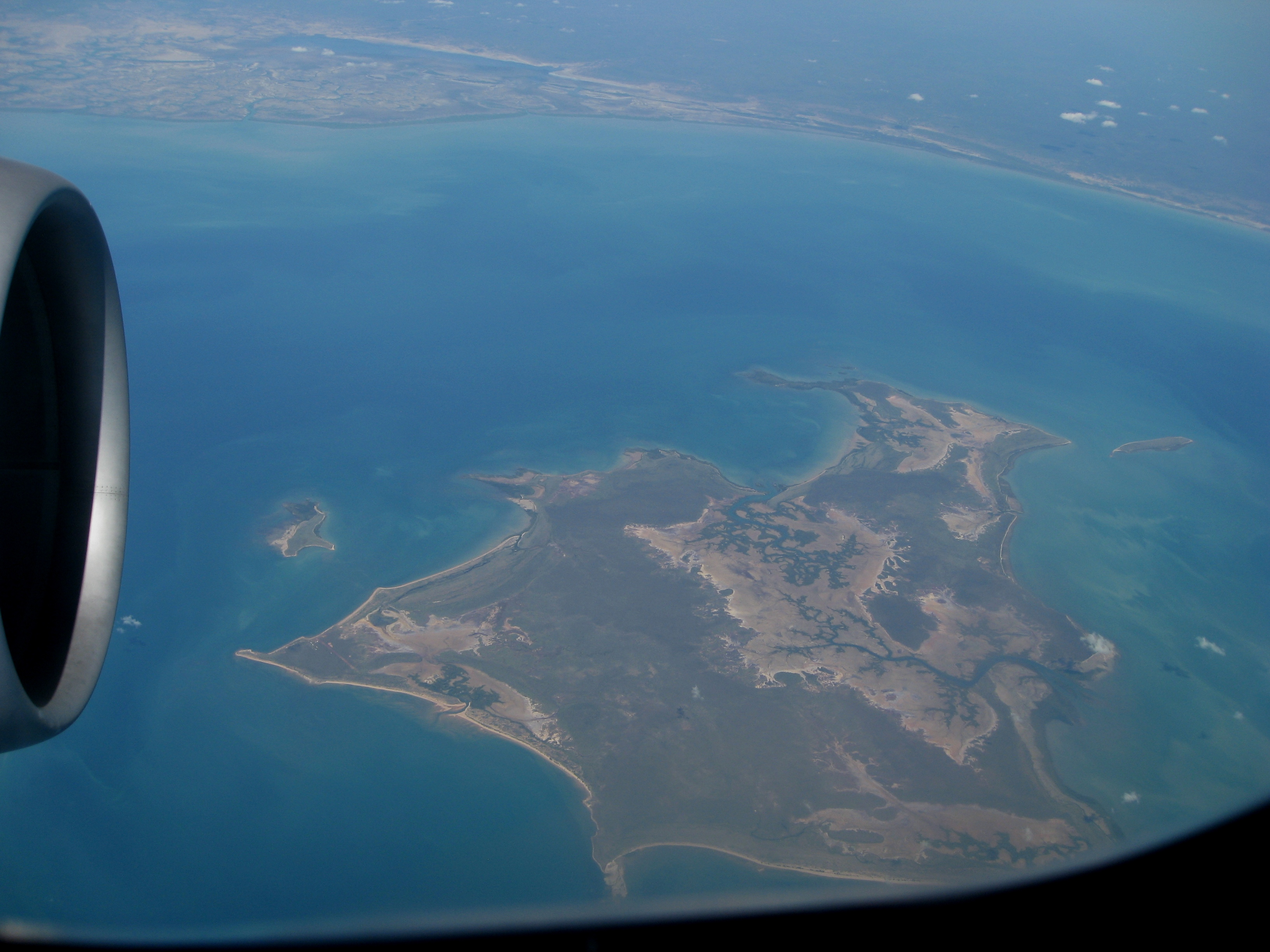
Bentinck Island e la costa australiana in secondo piano